# 2009年古瓦哈提爆炸案
2009年古瓦哈提爆炸案是2009年1月1日發生於印度阿萨姆邦古瓦哈提的連環爆炸案，在時任內政部長帕拉尼亞潘·奇丹巴拉姆參訪當地的數小時前發生。首起爆炸於下午2:35發生在比魯巴里的一家醫院（Lokopriya Gopinath Bordoloi TB Hospital）附近，造成5人受傷，警方指炸彈位於垃圾桶中；隨後布特納（Bhutnath）卡摩加耶廟旁的市集發生另一起爆炸，造成2人死亡與至少25人受傷，警方指炸彈被放在腳踏車上；傍晚5:45古瓦哈提較繁華的班納加赫（古瓦哈提醫學院附近）的一間連鎖超市Big Bazaar外發生第三起爆炸，引燃了附近的煤油起火，造成3人喪生與約30人受傷，警方指炸彈可能被放在一間商店中。除5人當場身亡外，有1人被送至醫院後死亡。此次連環爆炸案的犯案者疑似為當地武裝組織阿薩姆聯合解放陣線。